# 李奧納度·布倫尼
李奧納多·布鲁尼（義大利語：Leonardo Bruni，人称 Leonardo Aretino，約1370年—1444年3月9日），義大利文藝復興時期|文藝復興時期人文主義者，歷史學家，曾任佛羅倫斯執政官、教皇秘书。

## 生平
李奧納多·布鲁尼曾任教宗依諾增爵六世及其后三位继任者的文书。卸任后於1415年他来到佛羅倫斯，参与薩盧塔蒂、波焦·布拉喬利尼和尼科利等人的文人圈子里探讨彼特拉克、薄伽丘的作品，并在那里接替他的老师薩盧塔蒂成为佛羅倫斯執政官（Cancelliere di Firenze）。1427年他成为佛罗伦萨执政团秘书长，并且从一个有权威的位置上支持人文主义的学术研究。
他把若干希腊作家的著作译成拉丁语，还根据古典修史的方法写成重要的《佛罗伦萨人民史》。因编撰佛羅倫斯史（Historiarium Florentinarum Libri XII）而被授予佛羅倫斯公民，并且获得终生免税的待遇。这部佛羅倫斯史共十二卷，用拉丁文写成，于1610年出版，是他最重要的著作。
布鲁尼是西方研究古希腊文学的先驱之一。他对希腊和拉丁的古典文学作出极大贡献，促成了对亚里士多德、普鲁塔克、狄摩西尼、柏拉图及埃斯基涅斯的翻译。布鲁尼的翻译以意译为主，而非逐字地直译。他是文艺复兴时期这一翻译风格的创造者。

## 著作

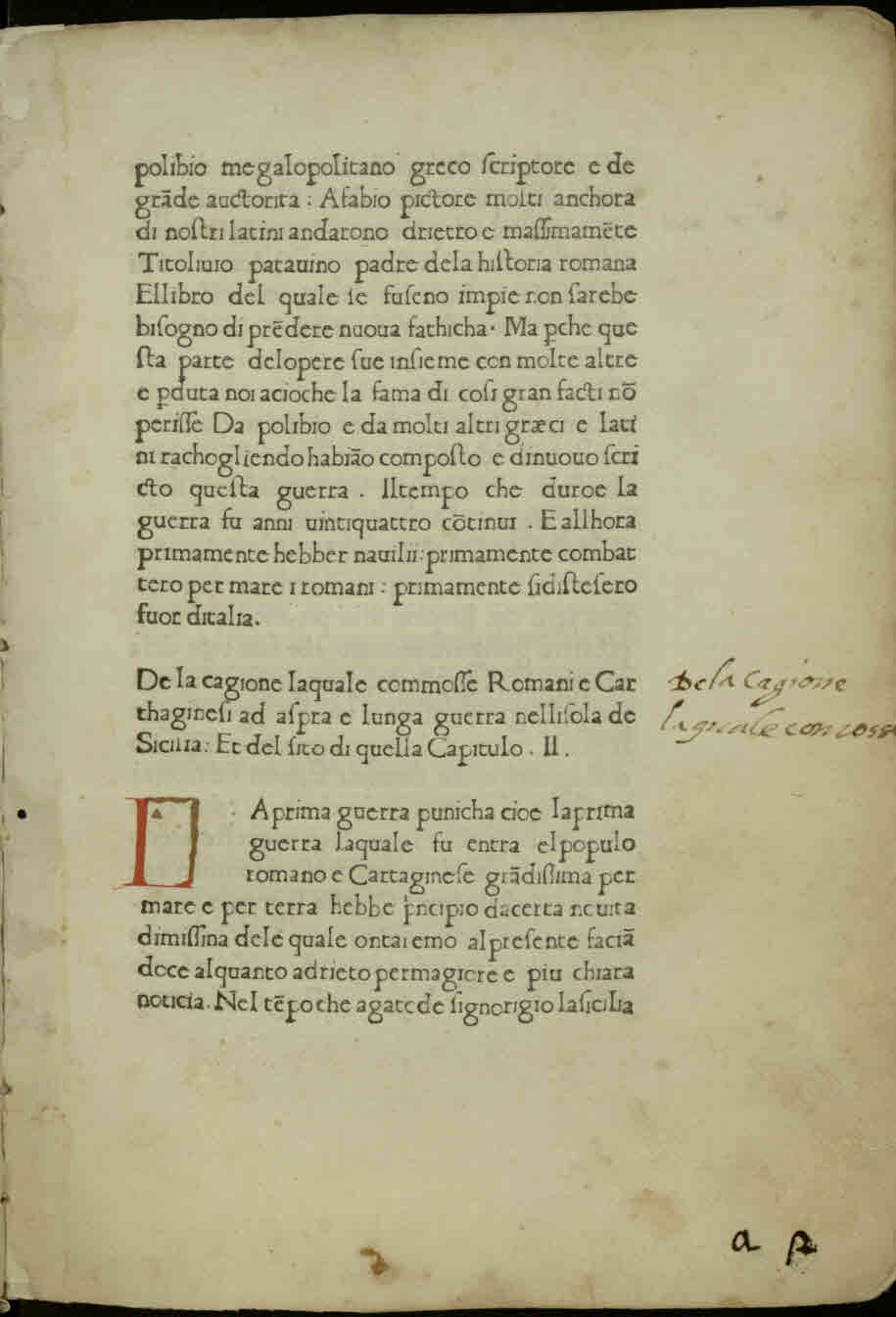
De primo bello punico, 1471

- Historiarium Florentinarum Libri XII，《佛羅倫斯人的历史》；
- 但丁与彼特拉克的传记；
- 书信集与回忆录，是研究当时历史的重要史料；
- De interpretatione recta（1420－1426），《论翻译方法》；
- Laudato Florentinae urbis，《佛羅倫斯赞歌》。